# Lachnocapsa
Lachnocapsa é um género botânico pertencente à família Brassicaceae.